# Urbano Navarrete

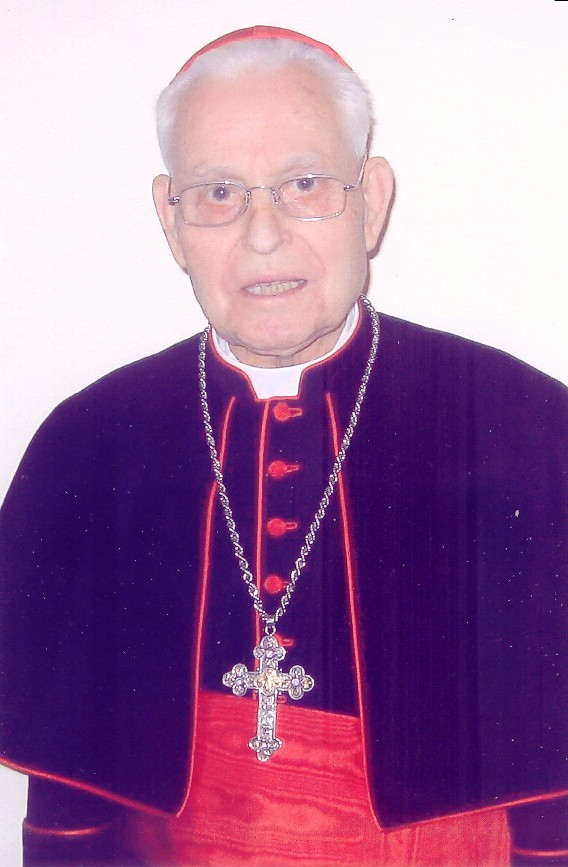
Urbano Kardinal Navarrete

Wappen von Urbano Navarrete Cortés

Urbano Kardinal Navarrete Cortés SJ (* 25. Mai 1920 in Camarena de la Sierra in der Provinz Teruel, Aragonien; † 22. November 2010 in Rom) war ein spanischer katholischer Theologe und Kirchenrechtler sowie Hochschullehrer und Universitätsrektor.

## Leben
Urbano Navarrete trat am 20. Juni 1937 der Ordensgemeinschaft der Jesuiten in der Provinz Aragon bei und studierte Geisteswissenschaften am Centro del Monasterio de Veruela in Saragossa, Philosophie am jesuitischen Institut Quimic de Sarrià bei Barcelona und Theologie am Colegio Máximo de Oña in Burgos. Er empfing 1952 beim Eucharistischen Kongress in Barcelona das Sakrament der Priesterweihe. Anschließend absolvierte er ein Promotionsstudium in Kanonischem Recht an der Päpstlichen Universität Gregoriana in Rom. Nach weiteren Aufbaustudien in Geisteswissenschaften lehrte er am Centro del Monasterio de Veruela.
Navarrete wurde 1958 Professor für Kanonisches Recht, insbesondere Eherecht an der Päpstlichen Universität Gregoriana. Er war von 1974 bis 1980 und 1986 bis 1995 Dekan der Rechtsfakultät. Mit Ernennung durch Papst Johannes Paul II. war er von 1980 bis 1986 Rektor der Gregoriana.
Navarrete war Berater der Kongregation für die Glaubenslehre, der Kongregation für die Selig- und Heiligsprechungsprozesse, der Kommission für die Reformierung des Codex Iuris Canonici, für den Päpstlichen Rat zur Förderung der Einheit der Christen und für die Apostolische Signatur.
Am 24. November 2007 nahm ihn Benedikt XVI. als Kardinaldiakon mit der Titeldiakonie San Ponziano in das Kardinalskollegium auf. Obwohl kirchenrechtlich Kardinäle eigentlich Bischöfe sein sollten, wurde Navarrete aus Altersgründen durch den Papst von dieser Verpflichtung dispensiert.
Urbano Navarrete hat über 150 wissenschaftliche Arbeiten und Werke veröffentlicht. Im Oktober 2007 erschien in Madrid ein Band mit seinen gesammelten Aufsätzen zum kanonischen Eherecht «Derecho matrimonial canónico. Evolución a la luz del Concilio Vaticano II.». Urbano Navarrete wurde mit den Ehrendoktorwürden der Päpstlichen Universität Salamanca (1994) und der Katholischen Péter-Pázmány-Universität in Budapest (2000) geehrt.

## Schriften
- Puede equivocarse el Papa. 1951.
- La buena fé de las personas jurídicas en orden a la prescripción adquisitiva: estudio histórico-canónico. (Band 105 von Analecta Gregoriana), Editrice Pontificia Università Gregoriana, 1959, ISBN 978-88-7652-079-2.
- La buena fe de las personas jurídicas en orden a la pescripción adquisitiva: estudio histórico-canónico. (Bände 105–106 Analecta Gregoriana), Libreria editrice dell’Università Gregoriana, 1959.
- De convalidatione matrimonii: (cc. 1133-1141). Pontificia Universitas Gregoriana, 1965
- De exsecutione instructionis „Renovationis causam“ studium. Cur. Gen., 1969.
- De Matrimonio: Schema Codicis I.C. recognitum cum notis; ad usum privatum, Pontificia Universitas Gregoriana 1982
- Nuevo derecho canónico: presentación y comentario (Band 1 von Colección Estudios jurídicos), ITER, 1987, ISBN 978-980-265-647-9.
- Structura iuridica matrimonii secundum Concilium Vaticanum II. Editrice Pontificia Università Gregoriana, 1994, ISBN 978-88-7652-357-1.
- Errore e simulazione nel matrimonio canonico. Libreria Editrice Vaticana, 2000, ISBN 978-88-209-5763-6.
- Derecho matrimonial canónico: evolución a la luz del Concilio Vaticano II. (Band 666 von Biblioteca de Autores Cristianos), Biblioteca de Autores Cristianos, 2007, ISBN 978-84-7914-869-0, zusammen mit Antonio María Rouco Varela